# Comuna Vallensbæk
Vallensbæk (Vallensbæk Kommune) este o comună din regiunea Hovedstaden, Danemarca, cu o suprafață totală de 9,23 km² și o populație de 14.526 de locuitori (2011).